# Dagur Sigurdsson
Dagur Sigurðsson, islandski rokometaš, * 3. april 1973, Reykjavík

## Življenjepis
Dagur Sigurdsson se je rodil v športni družini kot drugi od treh otrok. Z rokometom se je začel ukvarjati že pri osmih letih v najbolj znanem Islandskem klubu Valur Reykjavík. Sočasno je do šestnajstega leta igral tudi nogomet in bil tudi islandski kadetski reprezentant (U17). Leta 1990 se je resneje posvetil rokometu in tri leta kasneje že postal islandski članski rokometni reprezentant. Igral je na položaju desnega krila. S svojim matičnim klubom je bil petkratni državni prvak, nakar se je preselil v Nemčijo k tedanjemu drugoligašu iz Wuppertala. Po štirih letih v Nemčiji je odšel na Japonsko, kjer je bil igralec in trener, nato pa se je leta 2003 pri 30 letih vrnil v Evropo. Štiri leta je igral in treniral za avstrijskega prvoligaša iz mesta Bregenz. Po končani karieri  je leta 2008 postal selektor Avstrije, ki jo je vodil do leta 2010. Poleti leta 2009 je postal trener nemškega prvoligaša Füchse Berlin, ki jih je vodil do jeseni 2015. Septembra 2014 je postal selektor nemške rokometne reprezentance. Dagur je solastnik hotela in restavracije v Reykjaviku, ki sta ga odprla skupaj z nekdanjim nogometnim reprezentantom Islandije Eidurjem Gudjohnsenom. Z ženo Ingibjörg imata tri otroke (rojeni 1998, 2000 in 2003). Njegov oče je bil nogometni vratar, ki je igral tudi za Islandijo. Mama pa je bila rokometna reprezentantka Islandije. Starejši brat Larus (1971) mu pomaga pri poslovanju hotela in restavracije, mlajši brat Bjarki (1979) pa je glasbenik.

## Uspehi

#### kot igralec
- Reprezentanca Islandije ( 5. mesto ) na SP leta 1997. na Japonskem
- Reprezentanca Islandije ( 4. mesto ) na EP leta 2002. na Švedskem
- Reprezentanca Islandije ( 9. mesto ) na OI leta 2004. v Grčiji
- Valur Reykjavik ( 5x DP Islandije ) v letih 1991, 93, 94, 95, 96
- Valur Reykjavik ( 1x pokalni prvak Islandije ) leta 1993
- A1 Bregenz ( 4x DP Avstrije ) v letih 2004, 05, 06, 07
- A1 Bregenz ( 1x pokalni prvak Avstrije ) leta 2006

#### kot trener
- A1 Bregenz ( 4x DP Avstrije ) v letih 2004, 05, 06, 07
- A1 Bregenz ( 1x pokalni prvak Avstrije ) leta 2006
- Reprezentanca Avstrije ( 9. mesto ) na EP leta 2010. v Avstriji
- Füchse Berlin ( 1x pokalni prvak Nemčije ) leta  2014
- Füchse Berlin ( polfinale lige prvakov ) leta  2012
- Füchse Berlin ( 3. mesto pokala EHF ) leta  2014 [7]